# Coronéis de Piłsudski
Coronéis de Pilsudski ou regime dos coronéis (em polonês chamado simplesmente de "os coronéis"), dominaram o governo da Segunda República Polaca de 1926 a 1939. Em alguns contextos, o termo refere-se principalmente ao período final, 1935-1939, após a morte de seu mentor e patrono, Józef Piłsudski.

## História
Aliados próximos de Józef Piłsudski, a maior parte dos "coronéis" foram oficiais nas Legiões Polacas e na Organização Militar Polonesa (POW), e do exército polonês (particularmente entre 1919-1920, durante a Guerra Polaco-Soviética, antes da renúncia de Piłsudski em 1923 como Chefe Geral do Estado-Maior). Eles haviam mantido importantes, embora não necessariamente os mais altos, postos militares durante o Golpe de Estado de Piłsudski em maio de 1926.
Mais tarde, eles se tornaram figuras importantes no movimento Sanacja e ministros de vários governos de Piłsudski. A partir da vitória eleitoral do BBWR em 1930, Piłsudski deixou os assuntos mais internos nas mãos de seus "coronéis", enquanto o próprio concentrou-se nos assuntos militares e estrangeiros.
Os "coronéis" incluíram Józef Beck, Janusz Jędrzejewicz, Wacław Jędrzejewicz, Adam Koc, Leon Kozłowski, Ignacy Matuszewski, Bogusław Miedziński, Bronisław Pieracki, Aleksander Prystor, Adam Skwarczyński, Walery Sławek, e Kazimierz Świtalski.[carece de fontes?]
O regime dos coronéis pode ser dividido em três períodos: 1926-1929; 1930-1935; e 1935-1939.
Durante o primeiro período, após o golpe de Estado de maio de 1926, os coronéis (e os Sanacja, geralmente) consolidaram seu controle sobre o governo.
O segundo período, na sequência das eleições de 1930, viu regime dos coronéis sob a orientação de Piłsudski, com o poder exercido por seus aliados e amigos, como Walery Slawek e Aleksander Prystor (ambos os quais conheciam Piłsudski desde 1905 e serviram em suas unidades paramilitares antes da Primeira Guerra Mundial).
Após a morte de Piłsudski (1935), os "coronéis" linha dura, liderados por Walery Sławek, perderam influência à facção Castelo de Ignacy Mościcki e Edward Rydz-Śmigły. Não obstante, o "regime dos coronéis" e os Sanacja ainda dominariam o governo polonês entre 1935 e 1939 até a invasão alemã da Polônia. Alguns acadêmicos traçam uma distinção entre o "período de Piłsudski" (1926-1935) e do "próprio período de coronéis" (1935-1939).
A partir de 1937 a nova frente política dos coronéis seria o Campo de Unidade Nacional (OZON). Nesse último período, o governo polonês — uma "ditadura sem um ditador" — a fim de reforçar o seu apoio popular, paradoxalmente adotou algumas das políticas nacionalistas e anti-minoritárias que haviam sido rejeitadas por Piłsudski e defendidas por seus adversários mais ativos, os Democratas Nacionais.